# 尤里埃爾·瓦恩里希
尤里埃爾·瓦恩里希（Uriel Weinreich，1926年—1967年），語言學家。他專長於意第緒語研究，亦是社會語言學、方言學 的專家。直到現在，他提倡的區分方言的方法，到現在仍然為語言學者所遵從。

## 生平
尤里埃爾在維爾紐斯出生，當時正值波蘭及立陶宛就維爾紐斯地區的所屬問題而爆發的戰爭完結不久。當時，維爾紐斯的居民投票決定加入波蘭，而尤里埃爾亦成為了一個波蘭人。尤里埃爾生於一個語言學家庭，他的父親馬克斯·魏因賴希亦是一位頗有份量的語言學家，亦同樣精通意第緒語。
尤里埃爾·瓦恩里希亦是美國著名猶太裔語言學家馬文·赫爾索格（Marvin Herzog）及威廉·拉波夫（William Labov）的博士指導員。赫爾索格與他共同奠下了意第緒語方言研究的基石。

尤里埃爾·瓦恩里希在他的著作《Languages in Contact》裡，首度提出語言學習者在習得第二種語言之時，通常都會把它的語言形式與他的母語中相同的形式等同；不過，這兩者之間的差異，在以該第二語言為母語的人來說，分別卻很大。因此，每當我們聽到外國人說我們的語言時，總會有一種怪怪的感覺。
尤里埃爾·瓦恩里希在他的生命最後階段，一直都在為他的《意第緒語-英語辭典》努力，但等不到辭典的出版，他卻因為癌症而與世長辭。

## 著作
- Uriel Weinreich: Modern english-yidish yidish-english verterbukh. Modern English-Yiddish English-Yiddish Dictionary (Schocken, new paperback edition 1987), ISBN 0-8052-0575-6.
- Uriel Weinreich: College Yiddish. An Introduction to the Yiddish Language and to Jewish Life and Culture (YIVO, 6th edition 1999), ISBN 0-914512-26-9.

## 參看
- 意第緒語

## 外部連結
- https://web.archive.org/web/20041029090827/http://www5.bartleby.com/65/we/Weinreic.html
- EYDES (LCAAJ's website)